# 19. јануар
19. јануар је деветнаести дан у години у Грегоријанском календару. 346 дана (347 у преступним годинама) остаје у години после овог дана.

## Догађаји
- 379 — Римска војска окупљена у Сирмијуму (данашња Сремска Митровица) прогласила за цара источног дела царства Теодосија I.
- 1419 — У Стогодишњем рату Француске и Енглеске град Руан предао се енглеском краљу Хенрију V, који је тиме окончао освајање Нормандије.
- 1520 — Данска војска је победила је Швеђане у бици код Богесунда.
- 1795 — У Холандији је проглашена Батавијска република, чиме је званично окончано постојање Низоземске републике.
- 1806 — Уједињено Краљевство је заузело Рт добре наде.
- 1839 — Британска источноиндијска компанија је заузела Аден.
- 1853 — У Риму први пут изведена Вердијева опера Трубадур.
- 1899 — Велика Британија и Египат успоставили заједничку контролу над Суданом.
- 1916 — Краљ Никола I након аустроугарске инвазије напустио Црну Гору.
- 1916 — На грчко острво Крф у Јонском мору почеле да стижу прве јединице српске војске после повлачења преко Албаније у Првом светском рату. До априла на Крф пребачено око 140.000 војника.
- 1918 — Бољшевици у Петрограду распустили Уставотворну скупштину Русије.
- 1919 — Краљевство Срба, Хрвата и Словенаца у Србији и Црној Гори заменило Јулијански календар Грегоријанским, који је у другим деловима новостворене државе већ био у употреби.
- 1938 — Ваздухопловство генерала Франсиска Франка бомбардовало, у Шпанском грађанском рату, Барселону и Валенсију, при чему је погинуло најмање 700 људи.
- 1945 — Совјетска Црвена армија у продору ка Берлину у Другом светском рату заузела пољски град Краков.
- 1945 — Црвена армија је ослободила Лођски гето.
- 1966 — Индира Ганди изабрана за шефа Владе Индије, осам дана после изненадне смрти премијера Лала Бахадура Шастрија. Сиики-екстремисти, припадници њеног личног обезбеђења, убили је 31. новембра 1984. испред резиденције у Њу Делхију.
- 1978 — У Фолксвагеновој фабрици у Емдену произведена последња “буба”; производња настављена у Јужној Америци све до 2003. године.
- 1983 — У Боливији ухапшен Клаус Барби, нацистички шеф Лиона у Француској под немачком окупацијом у Другом светском рату.
- 1983 — Епл је представио Apple Lisa, свој први комерцијални лични рачунар са графичким корисничким интерфејсом и рачунарским мишом.
- 1986 — Brain, први рачунарски вирус за персоналне рачунаре, се почео да се шири.
- 1989 — СССР саопштио да ће једнострано повући из Европе део нуклеарних ракета кратког домета.
- 1993 — Прве америчке јединице напустиле Сомалију после неуспеле интервенције САД у тој афричкој земљи.
- 1994 — У Женеви потписана декларација о нормализацији односа између СР Југославије и Хрватске.
- 1995 — Руске трупе заузеле председничку палату у Грозном, главном граду Чеченије.
- 2001 — САД укинуле економске санкције против Југославије, чиме су се стекли услови за обнављање економских веза две земље, што је била једна од последњих наредби тадашњег председника САД Била Клинтона.
- 2006 — У паду словачког војног авиона Антонов Ан-24 у Мађарској на лету са Косова и Метохије погинуло су 42 особе.
- 2007 — Потписивањем уговора о купопродаји, Телеком Србија и званично постао већински власник Телекома Српска, са 65% акција државног капитала откупљених од Републике Српске за 646 милиона евра.
- 2011 — Европски парламент усвојио Споразум о стабилизацији и придруживању са Србијом и Резолуцијом о Србији подржао даље евроинтеграције Републике Србије.
- 2012 — ФБИ је угасио сајт за размену података Megaupload.

## Рођења
- 1809 — Едгар Алан По, амерички писац, уредник и књижевни критичар. (прем. 1849)[1]
- 1839 — Пол Сезан, француски сликар. (прем. 1906)[2]
- 1847 — Милован Глишић, српски књижевник. (прем. 1908)[3]
- 1876 — Милан Беговић, хрватски књижевник. (прем. 1948)[4]
- 1902 — Георгије Острогорски, руско-српски историчар (византолог). (прем. 1976)[5]
- 1920 — Хавијер Перез де Куељар, перуански политичар, 5. генерални секретар Организације уједињених нација (1982—1991). (прем. 2020)[6]
- 1921 — Даворјанка Пауновић Зденка, студенткиња, учесница Народноослободилачке борбе и невенчана супруга Јосипа Броза Тита. (прем. 1946)[7]
- 1928 — Томислав Карађорђевић, југословенски принц, други син краља Александра I Карађорђевића и краљице Марије. (прем. 2000)[8]
- 1930 — Типи Хедрен, америчка глумица, активисткиња за права животиња и модел.[9]
- 1943 — Џенис Џоплин, америчка музичарка. (прем. 1970)[10]
- 1945 — Драган Холцер, југословенски фудбалер. (прем. 2015)[11]
- 1946 — Џулијан Барнс, енглески писац.[12]
- 1946 — Доли Партон, америчка музичарка, музичка продуценткиња, глумица и списатељица.[13]
- 1949 — Роберт Палмер, енглески музичар и музички продуцент. (прем. 2003)[14]
- 1950 — Жарко Зечевић, српски кошаркаш и спортски радник.
- 1952 — Ирфан Менсур, српски глумац, редитељ, сценариста, педагог и ТВ водитељ.[15]
- 1960 — Жарко Лаушевић, српски глумац. (прем. 2023)[16]
- 1966 — Стефан Едберг, шведски тенисер.[17]
- 1969 — Предраг Мијатовић, црногорски фудбалер.[18]
- 1972 — Дре де Матео, америчка глумица.[19]
- 1973 — Карен Ланком, француска порнографска глумица. (прем. 2005)[20]
- 1977 — Нада Шаргин, српска глумица.[21]
- 1979 — Јадранка Пејановић, српска глумица, новинарка и ТВ водитељка. (прем. 2018)[22]
- 1980 — Џенсон Батон, енглески аутомобилиста, возач Формуле 1.[23]
- 1980 — Владо Илијевски, македонски кошаркаш.[24]
- 1980 — Арвидас Мацијаускас, литвански кошаркаш.[25]
- 1981 — Крис Ворен, америчко-панамски кошаркаш.[26]
- 1981 — Флоран Пјетрус, француски кошаркаш.[27]
- 1983 — Утада Хикару, јапанско-америчка музичарка и музичка продуценткиња.[28]
- 1985 — Војко В, хрватски хип хоп музичар.
- 1985 — Орија Текау, румунски тенисер.[29]
- 1985 — Душко Тошић, српски фудбалер.[30]
- 1985 — Дејмијен Шазел, француско-амерички редитељ, продуцент и сценариста.[31]
- 1986 — Клаудио Маркизио, италијански фудбалер.[32]
- 1988 — Џавејл Макги, амерички кошаркаш.[33]
- 1992 — Мак Милер, амерички музичар и музички продуцент. (прем. 2018)[34]
- 1992 — Богдан Планић, српски фудбалер.[35]
- 1994 — Дејан Георгијевић, српски фудбалер.[36]
- 1996 — Немања Михајловић, српски фудбалер.[37]
- 1997 — Един Атић, босанскохерцеговачки кошаркаш.[38]

## Смрти
- 639 — Дагоберт I, франачки краљ (рођ. 603)[39]
- 1629 — Абас I Велики, персијски владар (рођ. 1571)[40]
- 1785 — Захарије Орфелин, песник, историчар, научник, богослов, издавач, картограф, калиграф преводилац, лексикограф и фармацеут. (рођ. 1726).[41]
- 1938 — Бранислав Нушић, српски и југословенски комедиограф. (рођ. 1864).[42]
- 1945 — Петар Бојовић, српски војвода (рођ. 1858)[43]
- 1970 — Хамза Хумо, босанскохерцеговачки писац, новинар и историчар умјетности. (рођ. 1895)[44]
- 1981 — Вукић Мићовић, српски хемичар. (рођ. 1896).[45]
- 1983 — Александар Костић, српски лекар и научник.[46]
- 2000 — Бетино Кракси, бивши италијански премијер.[47]
- 2000 — Хеди Ламар, америчка глумица,[48]
- 2002 — Марти Мијетунен, фински политичар.[49]
- 2015 — Предраг Симић, професор Факултета политичких наука и бивши амбасадор Србије у Француској. (рођ. 1954)[50]
- 2022 — Радован Бели Марковиć, српски књижевник. (рођ. 1947)[51]

## Празници и дани сећања
- Српска православна црква прославља један од највећих хришћанских празника Богојављење